# FC Kuusysi Lahti
El FC Kuusysi Lahti es un equipo de fútbol de Finlandia que juega en la Quinta División de Finlandia.

## Historia
Fue fundado en el año 1934 en la ciudad de Lahti con el nombre Lahden Pallo-Miehet, el cual usaron hasta 1963, cuando lo cambiaron por Upon Pallo por su relación con la empresa UPO, dedicada al negocio de artículos de línea banca en la ciudad.
En 1969 cambiaron su nombre por el de Lahti-69, el cual cambiaron posteriormente por el que usan actualmente.
Ha sido campeón de liga en 5 ocasiones, en los tiempos en que la liga se llamaba Mestaruussarja, excepto la edición de 1991, porque desde ahí se denomina Veikkausliiga, ha ganado el torneo de Copa en 2 ocasiones y su mejor participación en Europa ha sido alcanzar los cuartos de final de la UEFA Champions League en 1985/86.
Después de la temporada 1996, el equipo se fusionó con el Reipas Lahti para formar al actual FC Lahti en el mes de noviembre, aunque el equipo no desapareció, siguió en las divisiones menores de Finlandia. Tomó la plaza del Kuusysi en la Ykkönen, mientras que el FC Pallo-Lahti tomó el lugar del Reipas en la Kakkonen.
En el 2006 el FC City Stars se integró como una parte del Kuusysi y jugó en la Kakkonen en el 2007, 2008 y 2010, y para el 2011 el Kuusysi retornó a la competición profesional en Finlandia tomando la plaza del City Stars en la Kakkonen.

### Fundación del Equipo
El primer equipo de fútbol en Lahti fue el Lahden Ahkera, fundado en el año 1907, aunque inició 1 año después, teniendo actividad hasta la declaración de Independencia de Finlandia en 1917. Jugaron su primer juego oficial en 1922, siendo derrotados por el Kouvolan Urheilijat Ball Men por 1-3, decidiendo el Ahkera continuar sus operaciones por separado en fútbol, hasta que luego de una reunión en un café en Lahti en 1934 decidieron formar al nuevo equipo debido a la popularidad que adquirió el deporte en la ciudad.
El Lahden Pallo-Miehet jugó su primer partido oficial en julio de 1934 ante el Heinolan Isku, terminando 0-0 y en agosto del mismo año enfrentaron al Helsingin Palloseura, con el que perdieron 1-10.

## Rivalidad

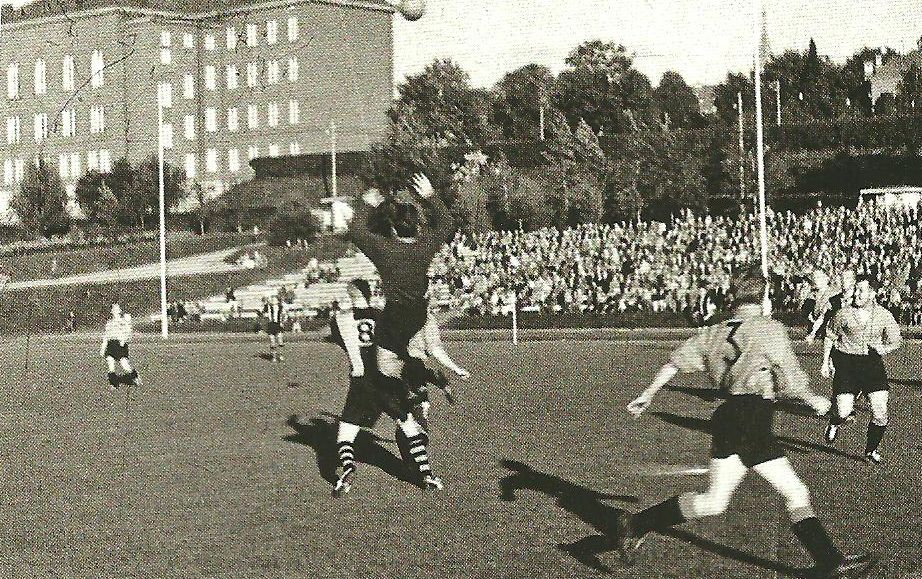
Partido entre Pallo-Miehet y Reipas en 1960.

Su principal rivalidad es con el Reipas en el Derby de Lahti.

## Palmarés
- Veikkausliiga: 5

1982, 1984, 1986, 1989, 1991
- Finnish Cup: 2

1983, 1987

## Participación en competiciones de la UEFA
| Temporada | Torneo                    | Ronda            | Club             | Ida | Vuelta     |
| --------- | ------------------------- | ---------------- | ---------------- | --- | ---------- |
| 1982–83   | European Cup Winners' Cup | 1                | Galatasaray      | 1–2 | 1–1        |
| 1983–84   | European Cup              | 1                | Dinamo Bucureşti | 0–1 | 0–3        |
| 1984–85   | European Cup Winners' Cup | 1                | Inter Bratislava | 1–2 | 0–0        |
| 1985–86   | European Cup              | 1                | FK Sarajevo      | 2–1 | 2–1        |
| 1985–86   | European Cup              | 2                | Zenit Leningrad  | 2–1 | 3–1        |
| 1985–86   | European Cup              | Cuartos de final | Steaua Bucharest | 0–0 | 0–1        |
| 1987–88   | European Cup              | 1                | Neuchâtel Xamax  | 0–5 | 1–2        |
| 1988–89   | European Cup Winners' Cup | 1                | Dinamo Bucureşti | 3–0 | 3–0        |
| 1989–90   | UEFA Cup                  | 1                | PSG              | 0–0 | 2–3        |
| 1990–91   | European Cup              | 1                | Swarovski Tirol  | 0–5 | 1–2        |
| 1991–92   | UEFA Cup                  | 1                | Liverpool        | 1–6 | 1–0        |
| 1992–93   | UEFA Champions League     | 1                | Dinamo Bucureşti | 1–0 | 0–2 (t.e.) |
| 1993–94   | UEFA Cup                  | 1                | Waregem          | 4–0 | 2–1        |
| 1993–94   | UEFA Cup                  | 2                | Brøndby IF       | 1–4 | 1–3        |

## Entrenadores
- 1953–1956  Jaakko Kerttula
- 1957–1966  Kurt Weinreich
- 1967–1968  Aleksandr Ponomarjov
- 1969–1970  Eero Nopsanen
- 1971–1972  Raimo Valtonen
- 1973–1975  Aarne Olkkola
- 1976–1978  Raimo Valtonen
- 1979  Pertti Tiitta
- 1980–1987  Keijo Voutilainen
- 1988–1993  Antti Muurinen
- 1994–1995  Jorma Kallio
- 1996  Kari Kangasaho
- 2011–  Petri Järvinen